# Feministische Handwerk Partij
Feministische Handwerk Partij (afgekort FHP) is een politieke feministische kunstenaarsbeweging. De beweging is  opgericht in 2019.
De beweging ziet handwerken als een middel om feministische politiek te bedrijven. De focus ligt daarbij op het repareren en herstellen van textiel in allerlei vormen. Zo verbinden ze zich met de onderbelichte geschiedenis van textielproductie in het dagelijks leven van vrouwen. Tijdens hun bijeenkomsten lopen handwerken en studeren door elkaar.
De Feministische Handwerk Partij wil met haar activiteiten een hogere waardering voor zorg, onderhoud en reparatie verwezenlijken.  Ze organiseren onder andere de Naaikrans.